# Siecieminek
Siecieminek [ɕɛt͡ɕɛˈminɛk] là một khu định cư ở khu hành chính của Gmina Sianów, thuộc huyện Koszalin, Zachodniopomorskie, ở phía tây bắc Ba Lan. Nó nằm khoảng 4 kilômét (2 mi) phía đông Sianów, 13 km (8 mi) phía đông bắc Koszalin và 148 km (92 mi) về phía đông bắc của thủ đô khu vực Szczecin.